# Tiberius Claudius Pompeianus
Tiberius Claudius Pompeianus (125 – 193) byl římský politik a vojenský generál římské říše ve 2. století. Ve službách císaře Marca Aurelia se vyznamenal v římských válkách proti Parthům a Markomanům. Po sňatku s Lucillou, dcerou Marka Aurelia se stal členem císařské rodiny a klíčovou postavou vlády Marca Aurelia. Třikrát mu byl nabídnut titul císaře Římské říše, ale trůn vždy odmítl.

## Mládí
Byl rodákem z Antiochie v Sýrii. Jeho otec byl členem jezdeckého řádu. Jak naznačuje jeho jméno, jeho rodina získala římské občanství za vlády císaře Claudia. Pompeianus byl novus homo, protože byl prvním členem své rodiny, který byl jmenován římským senátorem.
Velká část informací z Pompeianova mládí se nedochovala. Je známo, že se účastnil římsko-parthské války v letech 161–166 pod velením císaře Lucia Vera, pravděpodobně jako velitel legionářů. Během této války se významně prosadil, což mu umožnilo stát se římským konzulem po zbytek roku 162.

## Markomanské války
Po dokončení parthského tažení ho císař Marcus Aurelius v roce 164 jmenoval vojenským guvernérem Horní Pannonie na severní hranici říše podél řeky Dunaj. Koncem roku 166 nebo začátkem roku 167 Panonii napadlo 6000 langobardských válečníků, které Pompeianus relativně snadno porazil. Tento langobardský útok byl začátkem germánské invaze, známé jako Markomanské války.
Koncem roku 167 napadl severní hranice římské říše germánský kmen Markomanů pod velením krále Ballomara. Marcus Aurelius a Lucius Verus se chystali toto napadení potrestat, ale kvůli následkům Antoninského moru byla výprava odložena až na začátek roku 168. S pomocí Pompeiana oba císaři Markomany porazili a přinutili k ústupu. Pompeianovy vojenské schopnosti v boji mu vynesly důvěru Marca Aurelia a rychle se stal jedním z císařových nejbližších rádců.
Když se oba císaři na podzil roku 168 vrátili do svých zimních ubikací v Aquileii, Lucius Verus onemocněl a zemřel v lednu 169. Marcus Aurelius zařídil, aby se jeho dcera Lucilla, vdova po Verovi se provdala za Pompeiana, čímž se Pompeianus stal členem vládnoucí římské dynastie. Císař dokonce nabídl jmenovat Pompeiana Caesarem a jeho dědicem, ale Pompeianus tuto nabídku odmítl. Místo toho byl tedy povýšen a sloužil jako císařův hlavní generál během markomanských válek. Pod jeho velením byl odvolán exilový senátor a jeho partner z Parthské války Pertinax, aby se připojil k Pompeianově armádě. I když v bitvě u Carnunta byl poražen králem Ballomarem, jeho úspěchy během markomanských válek mu vynesly v roce 173 druhé jmenování římským konzulem. I po úmrtí Marca Aurelia zůstal v podunajském regionu, kde se účastnil se řady vojenských operací.

## Za vlády Commoda
Marcus Aurelius zemřel v roce 180 a novým císařem  se stal jeho 18letý syn Commodus, Pompeianův švagr. Pompeianus se pokoušel Commoda přesvědčit, aby zůstal v Panonii a pokračoval v bojích s Markomany, ale Commodus boje ukončil a na podzim roku 180 se vrátil do Říma.
Vztah mezi novým císařem a zkušeným Pompeianem se rychle zhoršil. V roce 182 zorganizovala Lucilla, Pompeianova manželka a Commodova sestra, neúspěšný pokus o atentát na Commoda. Commodus svou sestru Lucillu a členy její rodiny nechal popravit, Pompeianus se pokusu o atentát neúčastnil a tak byl ušetřen. Poté se Pompeianus stáhl z veřejného života s odvoláním na své stáří a nemoc očí. Odešel na svá panství v Itálii a většinu času trávil na venkově mimo Řím.

## Závěr života
Když byl císař Commodus v roce 192 zavražděn členy pretoriánské gardy, vrátil se Pompeianus do Říma a znovu usedl do senátu.
Pertinax, který byl v té době městským prefektem, nabídl císařský trůn Pompeianovi, ale ten nabídku znovu odmítl. Pretoriánská garda tedy císařem prohlásila Pertinaxe, který byl po pouhých 87 dnech stejnou gardou zavražděn, protože ta byla nespokojená s odměnami, které byly za předchozích císařů vyšší. Senátor Didius Iulianus poté podplatil pretoriánskou gardu, aby ho prohlásila císařem, ale měl potíže se získáním podpory v řadách svých vlastních jednotek. V zoufalé snaze zachránit se, Iulianus požádal Pompeiana, aby s ním se stal spolucísařem. Pompeianus znovu odmítl, s odvoláním na pokročilý věk a problémy s očima. Didius Iulianus vládl pouhých 66 dní, když byl na příkaz Septimia Severa popraven.
Pompeianus zemřel patrně někdy v roce 193.
Jeho potomci prosperovali jako členové významné rodiny. Byli to vnoučata Marca Aurelia. Tato prestiž byla nebezpečná, protože nová Severovská dynastie je mohla vnímat jako možnou konkurenci. Aurelius, syn Pompeiana, byl konzulem v roce 209, později byl zavražděn na popud císaře Caracally. Pozdější potomci Pompeiana se stali konzuly v letech 231 a 241.